# Ling Tosite Sigure
Ling Tosite Sigure (japonês: 凛として時雨; hepburn: Rin Toshite Shigure) é uma banda japonesa de rock composta por três membros, TK, 345 e Pierre. O grupo foi formado em 2002 na cidade de Saitama. O estilo da banda assemelha-se ao post-hardcore e ao rock progressivo, muitas vezes incorporando rápidas mudanças de ritmo através da melodia da guitarra e bateria.

## História
Formado em 2002 na cidade de Saitama, o trio divulgou vários demos antes de começar sua própria gravadora, Nakano Records, e lançar seu álbum de estréia, #4. Seu segundo álbum, Inspiration is DEAD, foi lançado em 2007, aumentando sua popularidade em todo o Japão. Eles se apresentaram na Countdown Music Festival em 2007, como parte do início de sua turnê.
Em abril de 2008, a banda lançou o single "Telecastic fake show", que permaneceu no Top 20 da Oricon. No mesmo ano participaram do Fuji Rock Festival, em julho, e do Rising Sun Rock Festival, em agosto. Em dezembro de 2008, Ling Tosite Sigure lançou o single "moment A rhythm", logo depois de assinar contrato com a gravadora Sony Music.
Seu terceiro álbum, just A moment, foi lançado em 15 de maio de 2009, no qual a música "JPOP Xfile" foi destaque no Space Shower TV e, em agosto, se apresentaram no Summer Sonic Festival. Em 2010, a banda fez uma grande turnê nacional, nomeada "I Was Music", culminando em sua apresentação na Saitama Super Arena, palco de sua cidade de origem. Em maio de 2010, a banda foi para a Inglaterra, onde fizeram seus primeiros shows internacionais nas cidades de Londres e Brighton.
Em 22 de setembro de 2010 lançaram seu quarto álbum, still a Sigure virgin?, e logo em seguida, em outubro, iniciaram a turnê "Virgin Killer". O primeiro vídeo clipe do álbum, da música "I Was Music", foi lançado em 14 de setembro. Em 2011, a banda continuou em turnê com o lançamento do álbum de fotos de TK e do DVD com instruções de bateria de Nakano.
Em 27 de junho de 2012, TK lançou um álbum solo intitulado Flowering sob o nome de "TK from Ling Tosite Sigure".
O 5º álbum do trio, i'mperfect, foi lançado em 10 de abril de 2013 e, em junho de 2013, a banda assinou contrato com a JPU Records, uma gravadora europeia especializada, possibilitando que o álbum fosse lançado em toda a Europa.
Em 27 de agosto de 2014, TK lançou um segundo álbum solo intitulado Fantastic Magic, novamente sob o nome de "TK from Ling Tosite Sigure".
Em 14 de janeiro de 2015, a banda lançou o seu primeiro álbum compilado chamado Best of Tornado e, em julho, retornaram à Londres para uma nova apresentação. Ainda em 2015, no dia 2 de setembro, um mini-álbum intitulado 'es or s' foi lançado.

## Membros
- Tōru "TK" Kitajima (北嶋徹) – guitarra e vocal
- Miyoko "345" Nakamura (中村美代子) – contrabaixo e vocal
- Masatoshi "Pierre" Nakano (ピエール中野) – bateria

## Discografia

### Álbuns de estúdio
| Ano  | Informações do álbum | Oricon Albums Charts | Vendas        |
| ---- | --- | -------------------- | ------------- |
| 2005 | #4 - Lançamento: 9 de novembro de 2005 - Gravadora: Nakano (ANTX-1002) - Formato: CD, digital download                    | 145                  | 9,000         |
| 2007 | Inspiration is DEAD - Lançamento: 22 de agosto de 2007 - Gravadora: Nakano (ANTX-1009) - Formato: CD, digital download    | 39                   | 28,000        |
| 2009 | just A moment - Lançamento: 13 de maio de 2009 - Gravadora: Sony (AICL-2014) - Formato: CD, digital download              | 4                    | 44,000        |
| 2010 | still a Sigure virgin? - Lançamento: 22 de setembro de 2010 - Gravadora: Sony (AICL-2174) - Formato: CD, digital download | 1                    | 45,000        |
| 2013 | i'mperfect - Lançamento: 10 de abril de 2013 - Gravadora: Sony (AICL-2526) - Formato: CD, digital download                | 3                    | 30,000        |
| 2018 | #5 - Lançamento: 14 de fevereiro de 2018 - Gravadora: Sony (AICL-2526) - Formato: CD, digital download                    | A ser lançado        | A ser lançado |

### Álbuns compilados
| Ano  | Informações do álbum                                                                                              | Oricon Albums Charts | Vendas |
| ---- | --- | -------------------- | ------ |
| 2015 | Best of Tornado - Lançamento: 14 de janeiro de 2015 - Gravadora: Sony (AICL-2947) - Formato: CD, digital download | 6                    | -      |

### Extended plays
| Ano  | Informações do álbum                                                                                               | Oricon Albums Charts | Vendas |
| ---- | --- | -------------------- | ------ |
| 2006 | Feeling your UFO - Lançamento: 19 de julho de 2006 - Gravadora: Nakano (ANTX-1002) - Formato: CD, digital download | 192                  | 2,100  |
| 2015 | es or s - Lançamento: 2 de setembro de 2015 - Gravadora: Sony (AICL-2947) - Formato: CD, digital download          | -                    | -      |

### Singles
| Lançamento | Título                 | Nota                                     | Chart positions       | Chart positions         | Oricon (Vendas) | Álbum         |
| Lançamento | Título                 | Nota                                     | Oricon Singles Charts | Billboard Japan Hot 100 | Oricon (Vendas) | Álbum         |
| ---------- | ---------------------- | ---------------------------------------- | --------------------- | ----------------------- | --------------- | ------------- |
| 2008       | "Telecastic fake show" | –                                        | 17                    | 80                      | 21,000          | just A moment |
| 2008       | "moment A rhythm"      | –                                        | 15                    | —                       | 13,000          | just A moment |
| 2012       | "abnormalize"          | Abertura do anime Psycho-Pass            | 8                     | 13                      | 33,000          | i'mperfect    |
| 2014       | "Enigmatic Feeling"    | Abertura do anime Psycho-Pass 2          | 8                     | 5                       | 12,000          |               |
| 2015       | "Who What Who What"    | Abertura do filme Psycho-Pass: The Movie |                       |                         |                 |               |

Os singles de TK from Ling Tosite Sigure foram destaque na popular série de anime Tokyo Ghoul. A primeira temporada do anime foi ao ar pela Tokyo MX, entre julho e setembro de 2014. A música utilizada no tema de abertura foi "unravel".